# 宋康郡
宋康郡，南朝劉宋設置的郡。
《宋書·州郡志》記載，宋元嘉九年（432年）分高涼郡西部置宋康郡，治廣化（今廣東省陽江市西），下領廣化縣（舊屬高涼郡）、石門縣（舊屬高涼郡）、單城縣（劉宋新置）、遂度縣（劉宋新置）、海鄰縣（劉宋新置）、開寧縣（劉宋新置）、綏定縣（劉宋新置）、威單縣（劉宋新置）、化隆縣（劉宋新置）9縣。蕭齊時，《南齊書·州郡志》記載，宋康郡領縣同前。梁、陳因之。隋朝開皇九年（589年），平陳，廢宋康郡為宋康縣，開皇十八年（598年）改義康縣。